# Italia d'oro/Se potesse bastare
Italia d'oro/Se potesse bastare è un 45 giri del cantautore emiliano Pierangelo Bertoli, pubblicato nel 1992.
Italia d'oro è il titolo di una canzone scritta da Bertoli insieme a Marco Negri e presentata dall'interprete al Festival di Sanremo del 1992, dove si classificò al quarto posto.
Il tema centrale del brano era la corruzione presente in Italia in quel periodo, tanto che le venne successivamente attribuito il merito di aver anticipato la stagione di Tangentopoli e l'inchiesta Mani pulite. Al termine del brano vengono citati i primi due versi del "Canto degli Italiani".

## Tracce
1. Italia d'oro – 4:24
2. Se potesse bastare – 3:56